# Papilio dardanus
Papilio dardanus is een vlinder uit de familie van de pages (Papilionidae). De wetenschappelijke naam van de soort is voor het eerst geldig gepubliceerd in 1776 door Brown.

## Kenmerken
Het mannetje van deze vrij grote vlinder heeft geel-witte vleugels, met aan de achtervleugels 2 staarten. De vrouwtjes daarentegen hebben in het gehele verspreidingsgebied vele verschillende vormen, uitgezonderd in Ethiopië.

## Verspreiding en leefgebied
Deze vlindersoort komt voor van Equatoriaal Afrika tot Zuid-Afrika.